# George Friedrich Hartung
George Friedrich Hartung (* 18. Dezember 1782 in Königsberg; † 4. April 1849) war ein deutscher Buchdrucker, Verleger und in dritter Generation Herausgeber der in Königsberg erschienenen Königlich privilegierten preußischen Staats-, Kriegs- und Friedenszeitung.

## Leben
Hartung war der Sohn des Königsberger Buchhändlers, Druckers und Verlegers Gottlieb Lebrecht Hartung (1747–1797). Dessen Ehefrau Sophie Charlotte Hartung setzte das Druckunternehmen als Witwe fort, die Sortimentsbuchhandlung wurde hingegen abgegeben und besteht als Gräfe und Unzer in der Ganske-Verlagsgruppe bis heute fort. George Friedrich Hartung erlernte zunächst im Unternehmen der Familie von 1797 bis 1799 das Druckerhandwerk und studierte sodann ab September 1799 an der Albertus-Universität Königsberg Rechtswissenschaften und Philosophie. 1817 übernahm er von seiner Mutter die Geschäftsleitung des vom Großvater Johann Heinrich Hartung gegründeten Familienunternehmens und führte dieses bis kurz seinem Tod; 1848 übergab er an seinen ältesten Sohn Georg Hartung, der die Firmenleitung später seinem Bruder Hermann Hartung (1823–1901) überließ. 1834 wurde George Friedrich Hartung zum Königlichen Hofdrucker ernannt. Während der Franzosenzeit war die Familie Hartung erheblichen Repressionen durch die französische Besatzung ausgesetzt.
Als Friedrich Wilhelm IV. und seine Frau Elisabeth Ludovika von Bayern am 29. August 1840 zur Huldigung nach Königsberg kamen, stellte Hartung ihnen sein Haus in Schönbusch zur Verfügung. Dort konnten sie ausruhen und eine erste Deputation des Magistrats, der Stadtverordneten und der Kaufmannschaft empfangen.
Hartung war als liberaler Stadtrat kommunalpolitisch aktiv und wurde zum Ehrenbürger von Königsberg ernannt.

## Schriften
- [George Friedrich Hartung] (Anonymus): Akademisches Erinnerungsbuch für die, welche in den Jahren 1787 bis 1817 die Königsberger Universität bezogen haben. Hartungsche Hof- und Universitäts-Buchdruckerei, Königsberg 1825.
- Akademisches Erinnerungs-Buch für die, welche in den Jahren 1817 bis 1844 die Königsberger Universität bezogen haben: Herausgegeben bei Gelegenheit der dritten Säkularfeier der Universität. Hartungsche Hof- und Universitäts-Buchdruckerei, Königsberg 1844. (Digitalisat)